# Pădina Mare
Pădina Mare est une commune roumaine du județ de Mehedinți, dans la région historique de l'Olténie et dans la région de développement du Sud-Ouest.

## Géographie
La commune de Pădina Mare est située dans le sud du județ, sur le plateau de Bălăcița (Podișul Bălăciței), à 60 km au sud-est de Drobeta-Turnu Severin, la préfecture du județ.
Elle est composée des six villages suivants (population en 2002) :
- Bibau (126).
- Iablanița (428).
- Olteanca (151).
- Pădina Mare (364), siège de la municipalité.
- Pădina Mică (306).

## Histoire
La commune a fait partie du royaume de Roumanie dès sa création en 1878.

## Religions
En 2002, 99,84 % de la population étaient de religion orthodoxe.

## Démographie
En 2002, les Roumains représentaient 99,89 % de la population totale. La commune comptait 970 ménages et 1 210 logements.
| 2002  | 2007  |
| ----- | ----- |
| 1 979 | 1 607 |

## Économie
L'économie de la commune repose sur l'agriculture (céréales).